# جيمس س. براون
جيمس س. براون (بالإنجليزية: James Clayton Browne)‏ هو عالم حاسوب أمريكي، ولد في 16 يناير 1935 في كونوي في الولايات المتحدة، وتوفي في 19 يناير 2018.